# Віктор Придувалов
Віктор Михайлович Придувалов — український режисер, кліпмейкер, музикант, співзасновник інді-лейблу «ІншаМузика», інтернет-радіостанції «Radio Submarina», студії пост-продакшену «Mental dRive studio» та компанії «Re: Evolution Film».
У відеодоробку значаться роботи з українськими музикантами: Океаном Ельзи, Скрябіним, ТНМК, Тартаком, Green Grey, Бумбоксом та іншими, а також поетом та письменником Сергієм Жаданом та колективом Жадан і Собаки.

## Творча співпраця
2007 - 2008  —  актор та відеограф театральної вистави «MoralEast» за мотивами одноіменного оповідання Анатолія Вексклярського.
15 травня 2010 року — співавтор виставки «90/120»  разом  з художником Олександром Другановим, що відбулася в рамках міжнародної акції «Ніч музеїв» в Національному художньому музеї України.
грудень 2015 - січень 2016 — співавтор виставкового проекту «GHETTOBLASTER» разом з ді-джеєм Костянтином Мішуковим, художницею Інарою Багіровою, фотографом Віталієм Очеретяним (галерея Дукат, Київ, Україна)
2016 — спікер документального фільму-проекту «Дайте звук, будь ласка!» про київську рок-музику 1986-1995 років (реж. Тетяна Єжова)
вересень 2017 — співавтор виставки «Зустріч» разом з художницею Оленою Придуваловою (клуб Х.Л.А.М, Київ, Україна)
2018 — співавтор фото-поетичного альбому з листівками «TWIXT» спільно з поетесою  Катериною Волошиною.
2021 — режисер і керівник проекту «Натхнення Сходу» (в межах фестивалю «З країни в Україну»), що був покликаний привернути увагу до міст на Сході та Півдні України за допомогою творчості відомих артистів та гуртів. Проект розповідає про 11 міст – Слов'янськ, Краматорськ, Бахмут, Дружківку, Добропілля, Мирноград, Станицю Луганську, Старобільск, Щастя, Херсон та Маріуполь. Артисти «Натхнення Сходу»: Jamala, Alyona Alyona, СКАЙ, ТНМК, NESPROSTA, Alex Silakov, MAZEPA, Hurtom, Жадан і Собаки, Христина Соловій, Сергій Асафатов. Для зйомок були задіяні 3 мобільні групи. 
2024 — спікер документального фільму-проекту «Русифікація в стилі поп» Альберта Цукренка

## Цікаві факти
- Придувалов є лідером музичного проєкту Void. Вокальні партії у піснях виконують друзі режисера — Антон Слєпаков, Фагот, Андрій Хливнюк та інші.

- Віктор володіє бас-гітарою. Улюблений стиль музики — постпанк. Улюблений гурт — Nine Inch Nails.[11]

- Одружений. Має двох доньок — Софію та Дарину.[11]

## Дискографія

### Void
- Посторонним (2006)
- Все также медленно (2011)

## Фільмографія
- 2005 — Метро (мюзикл, телеканал 1+1)[12]
- 2005 — Али Баба и 40 разбойников (мюзикл, телеканали 1+1, СТС)
- 2005 — Весілля Барбі (міні-серіал, 1+1, СТС)
- 2018 — Травень (короткометрівка)
- 2018 — Кобзарський цех (короткометрівка)
- 2018 — Доки палає свічка (короткометрівка)
- 2020 — Місто, яке зникає (документальний)
- 2020 — Об'єктивно (короткометрівка)

## Нагороди
- 1999—2003 — Неодноразово був визнаний кращим режисером за версією премії «Територія А»
- 2001 — Премія журналу «Ом»: «Осень (Мазафака)», Green Grey (Кращий кліп 2000 року)[13]
- 2007 — Ukraine Rock Awards: «Веселі, брате, часи настали…», Океан Ельзи (Кращий кліп 2006 року)[14]
- 2015 — Премія YUNA за найкращий відеокліп у 2014 році (Океан Ельзи — «Стіна»)[15]

## Музичні кліпи
| - 1998 — «Танець душ», Юлія Лорд - 1998 — «Фото (Брудна, як ангел)», Скрябін та Юлія Лорд - 1999 — «Зачекай», ТНМК - 1999 — «Осень (Мазафака)», Green Grey - 1999 — «Клей», Скрябін - 1999 — «По барабану», ТНМК - 1999 — «Я піду в далекі гори», Плач Єремії - 2000 — «Мама», Green Grey - 2000 — «Дух молоді», Юлія Лорд - 2001 — «100% плагіат», Тартак - 2001 — «Полісся», Гайдамаки - 2001 — «ПоRAPалося серце», ТНМК - 2002 — «Восени», ТНМК - 2002 — «Весна 8-го дня», Green Grey та Децл - 2002 — «По барабану», Mad Heads - 2002 — «Otto Sander», И Друг Мой Грузовик - 2002 — «Атлантида», Армада - 2002 — «Холодно», Океан Ельзи - 2002 — «Все будет хорошо», Green Grey - 2002 — «Ненавижу весну», Армада - 2002 — «Эмигрант», Green Grey - 2003 — «Спи собі сама», Скрябін - 2003 — «Мовчати», Скрябін та Ірина Білик - 2003 — «Давай забудем все», Альона Вінницька - 2003 — «Кішка», Океан Ельзи - 2003 — «Далеко Далеко», Убитые Рэпом та Green Grey - 2004 — «Стереосистема», Green Grey - 2004 — «Самознищення», ТОЛ - 2004 — «Вода», ТНМК - 2004 — «Love», Esthetic Education - 2004 — «Дякую!», Океан Ельзи - 2005 — «Без бою», Океан Ельзи - 2005 — «Супер-пупер», Бумбокс - 2005 — «Спи до завтра», Друга ріка - 2005 — «Хто Я», ТОЛ - 2005 — «Люди, як кораблі», Скрябін - 2005 — «Урбанаджангла», Quadragesima - 2005 — «Маленькое счастье», КУБА - 2005 — «E-mail», Бумбокс - 2006 — «Через край», Калинов Мост - 2006 — «Ким ми були», Бумбокс - 2006 — «Квіти в волоссі», Бумбокс - 2006 — «Конь-огонь», Калинов Мост - 2006 — «Фонари», Город 312 | - 2006 — «Веселі, брате, часи настали...», Океан Ельзи - 2007 — «Все буде добре», Океан Ельзи - 2007 — «Роса», Гайдамаки - 2007 — «Морячок», Ночные Снайперы - 2007 — «Вахтерам», Бумбокс - 2007 — «Ефір», Гайдамаки - 2007 — «213 дорог», Город 312 - 2007 — «Beautiful Day», Riffmaster - 2007 — «В країні ілюзій», Димна Суміш - 2007 — «Амстердам», Братья Грим - 2007 — «Rock-Mutant», The Genies - 2008 — «C'est La Vie», Gouache - 2008 — «Не для прессы», Алібі - 2009 — «Радиостанции», И Друг Мой Грузовик - 2009 — «Тот день», Green Grey - 2009 — «Жизнь на колесах», Green Grey - 2009 — «Не любовь», Marakesh - 2010 — «Индеец Парагвая», Табула Раса - 2010 — «Пожежа», Sirena - 2011 — «Airplane», Святослав Вакарчук, проєкт Брюссель - 2011 — «Смотри в меня», Антитіла - 2012 — «Адреналін», Святослав Вакарчук, проєкт Брюссель - 2012 — «Stormy Monday», Stoned Jesus - 2012 — «Сонечко», Гапочка - 2013 — «Electric Mistress», Stoned Jesus - 2013 — «Остання сигарета», Скрябін - 2013 — «Дівчина», Гапочка - 2014 — «Возьми меня», Сергій Бабкін - 2014 — "Заложники, Riffmaster та Сергій Кузін - 2014 — «Заспівай», Mari Cheba - 2014 — «Сиреневые сны», Louis Frank - 2014 — «Prozac», STACEY DOGS - 2015 — «Cooca-Coolah», Cherry-merry - 2015 — «Старость (v.2)», Вагоновожатые - 2015 — «Тільки любов залишить тебе живим», Гайдамаки, Андрій Макаревич, Maciej Maleńczuk - 2015 — «Невесомость», Гапочка - 2015 — «На небі», Океан Ельзи - 2015 — «Silkworm Confessions», Stoned Jesus - 2015 — «Времени нет», Green Grey - 2015 — «Тобі», Тоня Матвієнко - 2015 — «Земля», Riffmaster та Сашко Положинський | - 2016 — «πץнkԎϞр», Вагоновожатые - 2016 — «Відпусти», Merva - 2016 — «Fade Away», Esquizet - 2016 — Напевно , Юра Самовілов - 2016 — «Літаю», Юлія Лорд - 2016 — «Не моя», Kozak System - 2016 — «With You», MARU - 2016 — «Одинак», Антитіла - 2016 — «Rockshit», Fazzer - 2016 — «Drum of the Deathless», Ethereal Riffian - 2017 — «Монах», Даха Браха - 2017 — «Fuck The Dogs», Robots Don't Cry - 2017 — «Chained», Shadazz - 2017 — «Стара школа», Тартак - 2017 — «Addicted», Shadazz - 2017 — «Сонце», Океан Ельзи - 2018 — «Awaken», Shadazz - 2018 — «Каное», Юра Самовілов - 2018 — «Кобзон», Жадан і Собаки - 2018 — «Тремор», FRANCO - 2018 — «Duma», StereOrpheo - 2019 — «Nothing Ever Changes», Bloom Twins - 2019 — «MMM», The Z - 2019 — «Legends», Ethereal Riffian - 2021 — «До краю», Христина Соловій - 2021 — «Місто весни», Океан Ельзи та Один в каное - 2021 — «Ріка», Жадан і Собаки - 2021 — «Колискова», Alyona Alyona - 2021 — «Маю честь», NESPROSTA - 2022 — «Дитинство», АСАФАТОV - 2022 — «Сльози», АСАФАТОV - 2023 — «Музика», АСАФАТОV - 2023 — «Моє», MAZEPA - 2023 — «Речі», АСАФАТОV - 2023 — «Плюс-Плюс», ТНМК та Ярмак - 2023 — «Промені факелів», Riffmaster - 2024 — «Танцюй», АСАФАТОV - 2024 — «Час», Сашко Положинський і Тарас Петриненко - 2024 — «Дивні люди», Жадан і Собаки |

## Громадянська позиція
У червні 2018 записав відеозвернення на підтримку ув'язненого у Росії українського режисера Олега Сенцова